# Haplogruppe Q (Y-DNA)
Haplogruppe Q ist in der Humangenetik eine Haplogruppe des Y-Chromosoms.
Haplogruppe Q ist eine Subgruppe von Haplogruppe P (M45). Es wird angenommen, dass sie vor 15.000 bis 20.000 Jahren in Ostasien entstand. Diese Haplogruppe enthält die väterlichen Vorfahren vieler Sibirier, Zentralasiaten und der indigenen Völker Amerikas. Y-Chromosomen mit der Haplogruppe Q werden auch verstreut in geringer Zahl in Eurasien gefunden. Sie ist trotz ihrer geringen Dichte unter den meisten Bevölkerungen außerhalb Sibiriens und Amerikas sehr vielfältig. Es sind sechs Subgruppen in der modernen Bevölkerung dieser Regionen getestet und beschrieben worden.

## Untergruppen
Die Untergruppen der Haplogruppe Q mit ihrer unterscheidenden Mutation nach dem 2008 ISOGG Stammbaum. Subgruppe Q1a7 (ss4 bp, rs41352448) wird nicht im ISOGG 2008 Stammbaum aufgeführt, wurde aber in letzter Zeit in indianischen Bevölkerungen aufgefunden.
- Q (M242)
  - Q*
  - Q1 (P36.2)
    - Q1*
    - Q1a (MEH2)
      - Q1a*
      - Q1a1 (M120, M265/N14) wurde in geringer Anzahl bei Han-Chinesen, Koreanern, Dunganen und Hazara gefunden[5][6]
      - Q1a2 (M25, M143) wurde in einem geringen bis mittleren Verbreitungsgrad bei Bevölkerungen in Südwestasien, Zentralasien und Sibirien gefunden
      - Q1a3 (M346)
        - Q1a3* wurde in geringer Anzahl in Pakistan und Indien gefunden
        - Haplogruppe Q3 (M3) Typisch für Indianer
          - Q1a3a*
          - Q1a3a1 (M19) wurde in manchen indianischen Bevölkerungen in Südamerika, wie die Ticuna und die Wayúu, gefunden[7]
          - Q1a3a2 (M194)
          - Q1a3a3 (M199, P106, P292)

      - Q1a4 (P48)
      - Q1a5 (P89)
      - Q1a6 (M323) wurde in einer bedeutenden Minderheit bei jemenitischen Juden gefunden
      - Q1a7 (ss4 bp, rs41352448) "wurde zuletzt in indianischen Bevölkerungen gefunden[4]

    - Q1b (M378) wurde in einer geringen Anzahl bei den Hazara und Sindhi gefunden